# Ronde van Italië 2011/Zestiende etappe
De zestiende etappe van de Ronde van Italië 2011 werd op 24 mei 2011 verreden. Het was een individuele tijdrit over een afstand van 12,7 km tussen Belluno en Belluno-Nevegal.

## Verloop van de etappe
Al bij het eerste tussenpunt, aan de voet van de col, was de toptijd voor Alberto Contador. Vincenzo Nibali had op het eerste tussenpunt een handvol seconden gepakt op voornaamste concurrent voor plaats twee in het algemeen klassement, Michele Scarponi. Aan de top van de Kronplatz had de Italiaan Stefano Garzelli, drager van de groene bergtrui, lange tijd de toptijd. Toen de toppers echter kwamen (en met name Contador) werd deze tijd verpulverd. Uiteindelijk won Alberto Contador afgetekend. Vincenzo Nibali verloor tijdens de beklimming weliswaar tijd, maar bleef vier seconden voor Scarponi. De Venezolaanse berggeit José Rujano eindigt vierde en Garzelli nog vijfde. De Nederlander Steven Kruijswijk bevestigt door 14de te worden.
Contador draagt zijn zege op aan zijn pas overleden landgenoot Xavier Tondó door tijdens de podiumceremonie een handgebaar naar de hemel te maken.

## Uitslagen
| Belluno - Nevegal 12,7 km (individuele tijdrit) |                     |                     |         |
| Plaats                                          | Naam                | Ploeg               | Tijd    |
| Winnaar                                         | Alberto Contador    | Saxo Bank-Sungard   | 28'55"  |
| 2                                               | Vincenzo Nibali     | Liquigas-Cannondale | + 0'34" |
| 3                                               | Michele Scarponi    | Lampre-ISD          | + 0'38" |
| 4                                               | José Rujano         | Androni Giocattoli  | + 0'39" |
| 5                                               | Stefano Garzelli    | Acqua & Sapone      | + 0'46" |
| 6                                               | Roman Kreuziger     | Astana              | + 0'49" |
| 7                                               | Denis Mensjov       | Geox-TMC            | + 0'52" |
| 8                                               | Marco Pinotti       | Team HTC-High Road  | + 0'58" |
| 9                                               | Branislaw Samojlaw  | Team Movistar       | + 0'59" |
| 10                                              | Vladimir Miholjević | Acqua & Sapone      | + 1'04" |
|                                                 |                     |                     |         |
| 14                                              | Steven Kruijswijk   | Rabobank            | + 1'24" |
| 46                                              | Jan Bakelants       | Omega Pharma-Lotto  | + 2'45" |

| Algemeen klassement |                   |                     |           |
| Plaats              | Naam              | Ploeg               | Tijd      |
| Roze trui           | Alberto Contador  | Saxo Bank-Sungard   | 62u43'37" |
| 2                   | Michele Scarponi  | Lampre-ISD          | + 4'58"   |
| 3                   | Vincenzo Nibali   | Liquigas-Cannondale | + 5'45"   |
| 4                   | John Gadret       | AG2R-La Mondiale    | + 7'35"   |
| 5                   | José Rujano       | Androni Giocattoli  | + 9'18"   |
| 6                   | Mikel Nieve       | Euskaltel-Euskadi   | + 9'22"   |
| 7                   | Denis Mensjov     | Geox-TMC            | + 9'38"   |
| 8                   | Roman Kreuziger   | Astana              | + 9'47"   |
| 9                   | Joaquim Rodríguez | Team Katjoesja      | + 10'25"  |
| 10                  | Igor Antón        | Euskaltel-Euskadi   | + 10'58"  |
|                     |                   |                     |           |
| 13                  | Steven Kruijswijk | Rabobank            | + 12'38"  |
| 26                  | Jan Bakelants     | Omega Pharma-Lotto  | + 36'29"  |

## Nevenklassementen
| Puntenklassement |                   |                     |        |
| Plaats           | Naam              | Ploeg               | Punten |
| Rode trui        | Alberto Contador  | Saxo Bank-Sungard   | 158    |
| 2                | Michele Scarponi  | Lampre-ISD          | 103    |
| 3                | Vincenzo Nibali   | Liquigas-Cannondale | 95     |
|                  |                   |                     |        |
| 19               | Steven Kruijswijk | Rabobank            | 27     |
| 20               | Jan Bakelants     | Omega Pharma-Lotto  | 27     |

| Bergklassement |                   |                    |        |
| Plaats         | Naam              | Ploeg              | Punten |
| Groene trui    | Stefano Garzelli  | Acqua & Sapone     | 64     |
| 2              | Alberto Contador  | Saxo Bank-Sungard  | 53     |
| 3              | Mikel Nieve       | Euskaltel-Euskadi  | 39     |
|                |                   |                    |        |
| 8              | Johnny Hoogerland | Vacansoleil-DCM    | 21     |
| 14             | Jan Bakelants     | Omega Pharma-Lotto | 14     |

| Jongerenklassement |                   |                    |           |
| Plaats             | Naam              | Ploeg              | Tijd      |
| Witte trui         | Roman Kreuziger   | Astana             | 62u53'24" |
| 2                  | Steven Kruijswijk | Rabobank           | + 2'51"   |
| 3                  | Jan Bakelants     | Omega Pharma-Lotto | + 26'42"  |

| Ploegenklassement |                  |            |
| Plaats            | Ploeg            | Tijd       |
| 1                 | Astana           | 188u32'21" |
| 2                 | Team Movistar    | + 3'48"    |
| 3                 | AG2R-La Mondiale | + 9'56"    |

1e etappe ·
2e etappe ·
3e etappe ·
4e etappe ·
5e etappe ·
6e etappe ·
7e etappe ·
8e etappe ·
9e etappe ·
10e etappe ·
11e etappe ·
12e etappe ·
13e etappe ·
14e etappe ·
15e etappe ·
16e etappe ·
17e etappe ·
18e etappe ·
19e etappe ·
20e etappe ·
21e etappe
Startlijst · Eindstanden · Afbeeldingen